# Metéora
Metéora (em grego:  Μετέωρα, "meio do céu") é um dos maiores e mais importantes complexos de mosteiros do Cristianismo Oriental, superado apenas pelo Monte Atos. Os seis mosteiros foram construídos sobre pilares de rocha de arenito, na região noroeste da planície da Tessália, próximo ao rio Peneu e às montanhas Pindo, na Grécia central. A cidade mais próxima é Kalabáka. 
O maior pico em que se localiza um mosteiro tem 549 metros. O menor, 305 metros.

## História
Apesar de ser desconhecida a data de fundação de Metéora, crê-se que os primeiros eremitas se estabeleceram em cavernas no século XI. No final deste e início do século XII, formou-se um estado monástico rudimentar centrado à volta da Igreja de Teótoco (mãe de Deus, que ainda hoje existe). Os monges eremitas, procurando um refúgio seguro à ocupação otomana, encontraram nos rochedos inacessíveis de Meteora um refúgio ideal. Foram construídos mais de 20 mosteiros, mas hoje em dia existem apenas 6; os seis mosteiros são: Megálos Metéoros (Grande Meteoro ou Mosteiro da Transfiguração), Varlaam, Ágios Stéphanos (Santo Estêvão), Ágia Tríada (Santíssima Trindade), São Nicolau Anapausas e Roussanou.
O acesso aos mosteiros era feito por guindastes e apenas em 1920 foram construídas escadas de acesso. Dos seis mosteiros, cinco são masculinos e um é feminino.
Em 1988, este monumento com montes e vales revestidos com florestas, que têm a presença de animais selvagens como o lobo e a víbora, foi classificado Património Mundial pela UNESCO.